# Самолов
Самолов — самодействующий снаряд для ловли зверей, птиц и рыб (см. Ловушка). О вреде самоловов см. Ловля дичи (там же). Самолов, или сидебка, употребляемая зимой для ловли рыбы (белорыбицы, окуня, судака), состоит из поставленных на лёд трёх тонких жердей, связанных в вершине вместе, называемых козлом; сверх козла накладывается длинная жердь (2,5 сажени) с утолщением (охлудом или оцепком) на одном конце; к тонкому её концу, обращённому к вырубленной проруби, привязывается леса с грузилом и обыкновенным крючком (наживляемым мелкой рыбой), или кормаком — оловянною рыбкой, из конца головы которой выходит крючок (наживляемый сазаньей чешуёю). У самой проруби примораживается дуга, за которую задевается перекладиной привязанная к верхней части лесы палочка — чибик; едва рыба, взяв наживку, потянет за лесу, перекладина освобождается, тяжёлый конец жерди перевешивает и пойманная рыба подводится, таким образом, к проруби.
Оплеуха — самолов, употребляемый в Забайкалье для добывания медведей; состоит из четырехсаженной жерди, согнутой, через толстое дерево, в дугу. Оплеуха настораживается, при посредстве верёвки (симки), протягиваемой через медвежью тропу; когда медведь заденет за верёвку, жердь с силой выпрямляется и ударяет зверя копьём или ножом, всаженным в её свободный конец.